# Bio Company

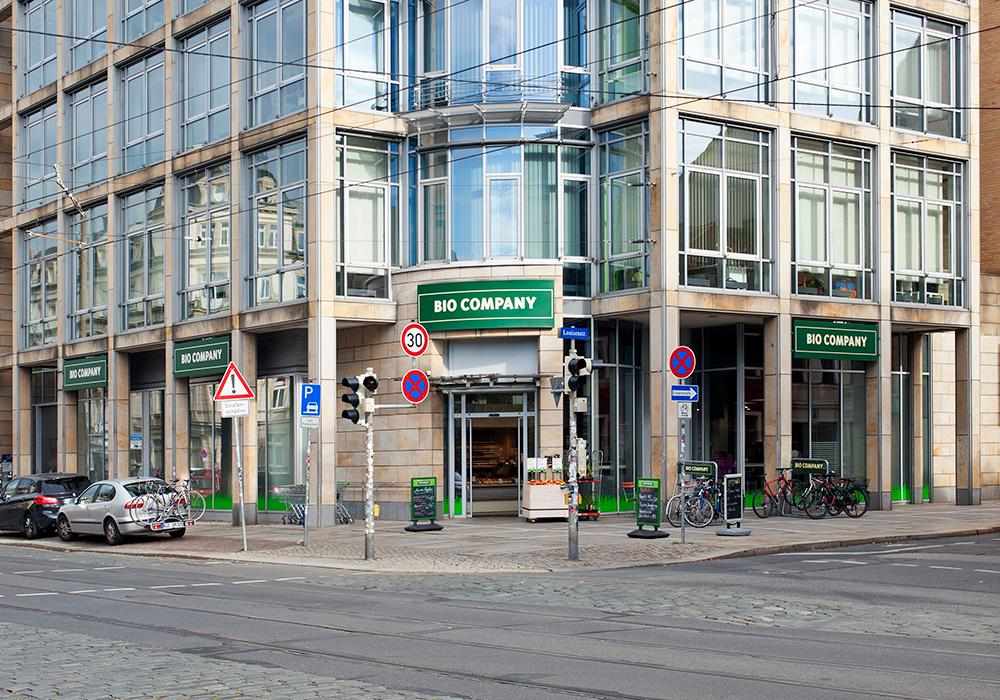
Ein Biomarkt von Bio Company in Dresden

Bio Company (Eigenschreibweise: BIO COMPANY) ist ein Biosupermarkt-Filialist mit Hauptsitz in Berlin. Er betreibt 60 Filialen in Berlin, Brandenburg und Dresden. Seit 1. Juli 2021 firmiert das Unternehmen als BIO COMPANY SE. Knapp die Hälfte der Unternehmensanteile hält der Schweizer Investor Bio Development. Die Wirtschaftswoche listet das Unternehmen auf dem dritten Platz der Biosupermärkte in Deutschland nach Denn’s und Alnatura, gemessen an der Zahl der Filialen. Ende 2018 legte das Unternehmen erstmals einen Nachhaltigkeitsbericht vor.

## Geschichte
Am 29. November 1999 eröffneten die Krankenschwester Undine Paul und der Geschäftsführer Georg Kaiser den ersten Biomarkt der Bio Company auf der Wilmersdorfer Straße in Berlin-Charlottenburg. Die Bio Company trat sofort in die Fördergemeinschaft Ökologischer Landbau Berlin-Brandenburg e V. ein. 2001 wurde der zweite Biomarkt in Berlin eröffnet und 2005 gab es die ersten Produkte ihrer eigenen Marke. Im selben Jahr wurden die Plastiktragetaschen abgeschafft und durch Taschen aus Papier ersetzt. 2006 wurde das Regionalpartner-Konzept eingeführt, das Regionalität in den Vordergrund rückt, und es eröffnete der erste Markt in Brandenburg. Im Jahre 2008 wurde der erste Markt in Hamburg eröffnet und 2011 der erste in Dresden. 2011 wurde die Biomanufaktur Havelland aufgekauft, die Fleisch- und Wurstwaren verarbeitet, die unter der eigenen Marke verkauft werden. Seit 2012 unterstützt Bio Company foodsharing finanziell und ideell und seit 2015 kann man erste Lebensmittel an „Unverpackt Stationen“ in eigene Gefäße einfüllen und kaufen. Den Großhändler Midgard übernimmt Bio Company 2016 und 2017 wird die Bio Company-Kundenkarte eingeführt. Im selben Jahr gewann Bio Company den von der Zeitschrift Lebensmittelpraxis verliehenen Preis Regionalstar für ihr Regionalpartner-Konzept. Seit 2020 gibt es weniger Einwegbecher für Getränke in der Bio Company mehr.
Der Umsatz lag 2019 bei 189,2 Millionen Euro, schnellte dann während der Covid-19-Pandemie auf 239,6 Millionen Euro im Jahr 2021, bevor im Jahr 2022 ein Umsatzrückgang auf 211,2 Millionen Euro verzeichnet wurde. Am 26. Januar 2023 eröffnete Bio Company die erste Filiale in Leipzig und die zu diesem Zeitpunkt 66. Filiale insgesamt.
Der Gründer und bisherige Geschäftsführer Georg Kaiser wechselte zum 1. Juli 2021 in den Aufsichtsrat. Gleichzeitig wurde die Rechtsform von einer GmbH in die SE (Societas Europaea; Europäische [Aktien]gesellschaft) geändert.

## Produkte
Verkauft wird ein Lebensmittel-Vollsortiment aus Bioprodukten, Naturkosmetik und Naturwaren. Größere Flächen (ca. 600 m²) betreibt Bio Company als Supermarkt mit rund 8000 verschiedenen Artikeln. Kleine Flächen (ca. 350 m²) werden als City-Shop und Nahversorger mit rund 5500 Produkten geführt. Fleisch- und Wurstprodukte erzeugt das Unternehmen als Betreiber des Herstellerbetriebes Biomanufaktur Havelland in Velten selbst. Alle Bio Company Märkte sind vom  Bundesverband Naturkost Naturwaren (BNN) zertifizierte Bio-Fachgeschäfte und führen ein Bio-Vollsortiment gemäß den BNN-Sortimentsrichtlinien.
Um Lebensmittelvergeudung zu minimieren, unterstützt Bio Company seit 2012 eine Foodsharing-Kampagne.

## Auszeichnungen und Partnerschaften
Die Bio Company erhielt den "Regionalstar 2018" von der Zeitschrift Lebensmittelpraxis und der Internationalen Grünen Woche für ihr Regionalkonzept "Tief verwurzelt in der Region". Das Unternehmen ist Gründungsmitglied der Fördergemeinschaft Ökologischer Landbau Berlin Brandenburg und Mitglied beim Bundesverband Naturkost Naturwaren (BNN). Seit 2018 ist die Bio Company Gründungsmitglied im Bündnis für enkeltaugliche Landwirtschaft e.V.
Die Stiftung Warentest bescheinigte dem Unternehmen im Frühjahr 2013 glaubwürdige und verlässliche Angaben zur Regionalität der Waren. Bei analytischen Vergleichen zur Nachhaltigkeit im Supermarkt belegt Bio Company seit 2013 erste Plätze.
Bio Company arbeitet mit dem Vern e. V. zusammen, dessen Ziel die Steigerung der Biodiversität ist. Im Frühjahr 2013 wurde das Unternehmen Mitglied der Charta Fair und Regional.
Die Bio Company ist dem Bundesverband Nachhaltige Wirtschaft angeschlossen.
Die Bio Company wurde mit dem "Deutschen Nachhaltigkeitspreis 2024" ausgezeichnet.

## Kritik
Das Unternehmen wurde im Fernsehmagazin WISO am 3. Juli 2012 wegen Lohndumpings kritisiert. Dabei wurde beispielhaft von Fällen bei Bio Company berichtet. Bereits vorher gab es Kritik an der Bezahlung von Auszubildenden. Eine ver.di-Vertreterin wird zitiert, dass Kassiererinnen beispielsweise bei Kaufland oder Lidl mehr Lohn erhielten als bei Bio Company. Um der Kritik entgegenzuwirken, wurden Einstiegsgehälter öffentlich gemacht und über Lohnrunden weiter berichtet. Laut Medienberichten wird mit Stand April 2019 das Personal in den eigenen Supermärkten weiterhin weit unter dem Branchenschnitt bezahlt. Der Geschäftsführer Georg Kaiser teilte diesbezüglich gegenüber dem Handelsblatt im Mai 2019 mit, die Löhne für ungelernte Kräfte lägen etwa acht Prozent unter dem Tarifniveau, jedoch würden Überstunden fair erfasst. Trotz des großen Platzangebots bemühen sich die Geschäfte nicht um das Recycling von Plastik, sondern nur von Papier. Sie haben auch kein Pfandsystem für ihre eigenen Produkte, die in Glasgefäßen verkauft werden.
Das Deutsche Tierschutzbüro kritisierte Bio Company, nachdem im Jahr 2020 beim Neuruppiner Bio-Schlachthof der Emil Färber GmbH & Co. KG Verstöße gegen den Tierschutz nachgewiesen wurden. Bio Company war einer der Kunden des Betriebs und hatte dort selbst regelmäßige Kontrollen durchgeführt. Nach Bekanntwerden der Vorfälle im Dezember 2020 beendete die Bio Company ihre Zusammenarbeit mit dem Schlachthof.